# Concerto di Natale
Il Concerto di Natale è un programma televisivo italiano di genere natalizio e musicale trasmesso solitamente la sera della vigilia di Natale. Riunisce ogni anno diversi cantanti italiani e internazionali.

## Il programma
Il concerto, realizzato con l'approvazione e la collaborazione del Vicariato di Roma, si è tenuto per tredici anni consecutivi nell'Aula Paolo VI della Città del Vaticano con il titolo Natale in Vaticano, ed è stato trasmesso in televisione dal 1993 al 1995 su Rai 1 e dal 1996 al 2005 su Canale 5. La manifestazione fu da subito apprezzata da Papa Giovanni Paolo II che prima di ogni spettacolo instaurò l’abitudine di ricevere in udienza speciale, nella Cappella Clementina, gli artisti e tutti gli organizzatori dell'evento, ai quali rivolgeva un messaggio augurale. 
Nel 2006 con l'arrivo sul soglio pontificio di Papa Joseph Ratzinger e il conseguente rimpasto delle più alte cariche istituzionali, l'evento lascia per difficoltà organizzative e logistiche la storica location ed approda al Grimaldi Forum di Monte Carlo. Nello stesso anno la manifestazione assume il nome Concerto di Natale e torna ad essere trasmessa dalla RAI, andando in onda fino al 2014 su Rai 2. Dopo l'edizione in onda da Monte Carlo il concerto approda al Teatro Filarmonico di Verona (2007-2008), al Teatro Massimo Vincenzo Bellini di Catania (2009), al Mediterranean Conference Center de La Valletta a Malta (2010), e all'Auditorium della Conciliazione di Roma (2011-2016). Nel 2015 la manifestazione torna ad essere trasmessa da Canale 5, mentre nel 2017, dopo 12 anni di assenza torna nell'Aula Paolo VI di Città del Vaticano, location utilizzata anche per le edizioni 2018 e 2019. Dal 2020 la sede torna ad essere l'Auditorium della Conciliazione di Roma. Con il ritorno nella Capitale viene ripresa la consuetudine di far incontrare in udienza speciale il Papa con gli artisti e gli organizzatori coinvolti nella manifestazione. Nel 2022 l'evento è stato intitolato Concerto per la Pace - 30 anni di Natale in Vaticano e dopo molti anni è stato trasmesso la notte di Capodanno il 1º gennaio 2023. 
Nel corso degli anni a condurre la serata si sono alternati numerosi volti popolari della tv tra cui Cristina Parodi, padrona di casa per ben 8 edizioni (dal 1997 al 2004); Gerry Scotti, conduttore per 3 edizioni (nel 2005 e dal 2017 al 2018); Mara Venier, alla guida per 4 edizioni (dal 2007 al 2010) e Federica Panicucci (nel 2016 e dal 2019).

### Progetti sostenuti dal Concerto
Nel 1993 l'evento nacque per far conoscere il progetto del Vicariato di Roma 50 chiese per Roma 2000. Da allora e sino all'edizione del 2000 il concerto ha raccolto fondi per la realizzazione di questo progetto. Dal 2001 sono state promosse altre iniziative di solidarietà gestite da associazioni sociali e religiose ed in particolare dalla fondazione Don Bosco. 
L'edizione 2006 realizzata con il Patrocinio del Principe Alberto II di Monaco, ha avuto per finalità benefica il sostegno di AMADE Mondiale, un'organizzazione che assiste i bambini di tutto il mondo nella difesa dei propri diritti, e che ha per Presidente S.A.R. la Principessa Carolina di Hannover.
Il Concerto di Natale del 2007 è stato dedicato all'iniziativa solidale "Prodarfur", per sostenere la Fondazione "Don Bosco nel mondo" e dei missionari salesiani ad Al-Ubayyid nel Sudan, che si impegnano per dare una casa ai ragazzi in fuga dal conflitto del Darfur. 
L'edizione del 2008 è stata dedicata all'iniziativa solidale "Haitichiama", sempre a favore della Fondazione "Don Bosco nel mondo" e i missionari salesiani ad Haiti, che lavorano per strappare dalla strada i ragazzi di Port-au-Prince ed altre città Haitiane. 
L'edizione 2013 è stata a sostegno del progetto benefico della Fondazione Don Bosco Una goccia per la vita, finalizzato a facilitare l’accesso all’acqua potabile e alla costruzione di strutture igienico-sanitarie in alcuni villaggi della regione di Kandi, nel Benin (Africa Occidentale).
L'edizione 2014 ha puntato l'attenzione sulla periferia della città di Callao, nella baraccopoli di Puerto Nuevo, dove la Fondazione Don Bosco, in collaborazione con Fundacion Don Bosco del Perù, ha realizzato un progetto educativo chiamato Niños de Plomo (Bambini di piombo), che permette a bambini e adolescenti intossicati dal piombo di ricevere tutela ambientale, tutoraggio e aiuto scolastico. 
L'edizione 2015 ha sostenuto i Salesiani di Don Bosco dell’Angola, in collaborazione con il Ministero del Lavoro e della Sicurezza Sociale della Repubblica dell’Angola, nella messa a punto un progetto d’intervento che protegge e reinserisce nella società e nella famiglia, attraverso un percorso di accoglienza, di istruzione e di formazione, i bambini e gli adolescenti in balia della strada.
L'edizione 2016 ha sostenuto le Missioni Don Bosco  con un progetto legato al Forno Salesiano che ogni mattina offre il pane a tante famiglie in difficoltà. Il progetto ha reso il forno più produttivo e offerto ai ragazzi più disagiati la speranza di un futuro di pace.
L'edizione 2017 ha sostenuto Missioni Don Bosco e la Pontificia Fondazione Scholas Occurentes in un progetto che vuole contrastare il fenomeno del bullismo in rete che è causa di tante violenze soprattutto sui ragazzi e sulle persone più indifese e liberare i bambini che in Congo lavorano, in condizioni di schiavitù, nelle miniere dove si estrae il coltan, un minerale essenziale per la produzione di smartphone e computer.
L'edizione 2018 ha sostenuto Missioni Don Bosco e la Pontificia Fondazione Scholas Occurentes, unite per la realizzazione di progettilegati all'istruzione e alla creazione di percorsi educativi per i bambini dell'Uganda e dell'Iraq. 
L'edizione 2019 ha sostenuto Missioni Don Bosco e la Pontificia Fondazione Scholas Occurentes, unite per la salvaguardia dell’Amazzonia e dei popoli indigeni con un progetto che vede la realizzazione di scuole sparse nel mondo e appartenenti alla piattaforma Scholas.social e la tutela dei diversi gruppi etnici indigeni del distretto di Iauaretê, un luogo impervio nel cuore dell’Amazzonia, al confine con la Colombia.
L'edizione 2020 ha sostenuto Missioni Don Bosco e la Pontificia Fondazione Scholas Occurentes nel contrastare la Pandemia del COVID 19, un'emergenza che da sanitaria è diventata ben presto sociale e educativa, in particolare nei Paesi più poveri. 
L'edizione 2021 ha sostenuto Missioni Don Bosco e la Pontificia Fondazione Scholas Occurentes, unite insieme per affrontare con progetti educativi due crisi umanitarie che il Covid ha aggravato, quelle di Haiti e del Libano dove sono tanti i minori a rischio.
L'edizione 2022, trasmessa il 1º gennaio 2023, ha sostenuto le Missioni Don Bosco presenti in Ucraina con 8 centri e 11 case. Dall’inizio della guerra i salesiani sono rimasti accanto alla gente per garantire accoglienza alle persone più in difficoltà e per distribuire generi di prima necessità.
L'edizione 2023, trasmessa il 25 dicembre 2023, ha sostenuto le Missioni Don Bosco presenti in Sierra Leone, un Paese nel quale, nonostante le importanti riserve di diamanti e altri minerali, la povertà costituisce il principale ostacolo alla crescita economica. La serata sostiene in particolare il Girls Shelter, un rifugio del Centro Don Bosco Fambul che accoglie ragazze tra i 9 e i 17 anni che sono state vittime di sfruttamento sessuale o coinvolte nella prostituzione. Un ambiente sicuro per riabilitarle e reintegrarle nella società.
L'edizione 2024, trasmessa il 25 dicembre 2024, ha sostenuto le Missioni Don Bosco presenti in Ucraina e Nigeria.

### Location
| Location                        | Città              | Edizioni | Edizioni | Edizioni | Edizioni | Edizioni | Edizioni | Edizioni | Edizioni | Edizioni | Edizioni | Edizioni | Edizioni | Edizioni | Edizioni | Edizioni | Edizioni | Edizioni | Edizioni | Edizioni | Edizioni | Edizioni | Edizioni | Edizioni | Edizioni | Edizioni | Edizioni | Edizioni | Edizioni | Edizioni | Edizioni | Edizioni | Edizioni | Totale |
| Location                        | Città              | 1        | 2        | 3        | 4        | 5        | 6        | 7        | 8        | 9        | 10       | 11       | 12       | 13       | 14       | 15       | 16       | 17       | 18       | 19       | 20       | 21       | 22       | 23       | 24       | 25       | 26       | 27       | 28       | 29       | 30       | 31       | 32       | Totale |
| ------------------------------- | ------------------ | -------- | -------- | -------- | -------- | -------- | -------- | -------- | -------- | -------- | -------- | -------- | -------- | -------- | -------- | -------- | -------- | -------- | -------- | -------- | -------- | -------- | -------- | -------- | -------- | -------- | -------- | -------- | -------- | -------- | -------- | -------- | -------- | ------ |
| Aula Paolo VI                   | Città del Vaticano |          |          |          |          |          |          |          |          |          |          |          |          |          |          |          |          |          |          |          |          |          |          |          |          |          |          |          |          |          |          |          |          | 16     |
| Grimaldi Forum                  | Monte Carlo        |          |          |          |          |          |          |          |          |          |          |          |          |          |          |          |          |          |          |          |          |          |          |          |          |          |          |          |          |          |          |          |          | 1      |
| Teatro Filarmonico              | Verona             |          |          |          |          |          |          |          |          |          |          |          |          |          |          |          |          |          |          |          |          |          |          |          |          |          |          |          |          |          |          |          |          | 2      |
| Teatro Massimo Vincenzo Bellini | Catania            |          |          |          |          |          |          |          |          |          |          |          |          |          |          |          |          |          |          |          |          |          |          |          |          |          |          |          |          |          |          |          |          | 1      |
| Mediterranean Conference Center | La Valletta        |          |          |          |          |          |          |          |          |          |          |          |          |          |          |          |          |          |          |          |          |          |          |          |          |          |          |          |          |          |          |          |          | 1      |
| Auditorium della Conciliazione  | Roma               |          |          |          |          |          |          |          |          |          |          |          |          |          |          |          |          |          |          |          |          |          |          |          |          |          |          |          |          |          |          |          |          | 11     |

## Edizioni
| Edizione | Titolo del programma                                 | Registrazione    | Messa in onda    | Rete televisiva | Conduzione           | Conduzione           | Artisti partecipanti | Ascolti        | Ascolti |
| Edizione | Titolo del programma                                 | Registrazione    | Messa in onda    | Rete televisiva | Conduzione           | Conduzione           | Artisti partecipanti | Telespettatori | Share   |
| -------- | ---------------------------------------------------- | ---------------- | ---------------- | --------------- | -------------------- | -------------------- | -------------------- | -------------- | ------- |
| 1ª       | Natale in Vaticano                                   | Diretta          | 23 dicembre 1993 | Rai 1           | Elisabetta Gardini   | Elisabetta Gardini   | [ 1 ]                | –              | –       |
| 2ª       | Natale in Vaticano                                   | 16 dicembre 1994 | 24 dicembre 1994 | Rai 1           | Virna Lisi           | Virna Lisi           | [ 2 ]                | –              | –       |
| 3ª       | Natale in Vaticano                                   | Diretta          | 15 dicembre 1995 | Rai 1           | Eleonora Brigliadori | Eleonora Brigliadori | [ 3 ]                | 3 780 000      | –       |
| 4ª       | Natale in Vaticano                                   | 21 dicembre 1996 | 24 dicembre 1996 | Canale 5        | Lorella Cuccarini    | Red Ronnie           | [ 5 ]                | 4 357 000      | 23,84%  |
| 5ª       | Natale in Vaticano                                   | 20 dicembre 1997 | 24 dicembre 1997 | Canale 5        | Cristina Parodi      | Cristina Parodi      | [ 6 ]                | 4 337 000      | –       |
| 6ª       | Natale in Vaticano                                   | 19 dicembre 1998 | 24 dicembre 1998 | Canale 5        | Cristina Parodi      | Cristina Parodi      | [ 8 ]                | –              | –       |
| 7ª       | Natale in Vaticano                                   | 18 dicembre 1999 | 24 dicembre 1999 | Canale 5        | Cristina Parodi      | Cristina Parodi      | [ 9 ]                | –              | –       |
| 8ª       | Natale in Vaticano                                   | 16 dicembre 2000 | 24 dicembre 2000 | Canale 5        | Cristina Parodi      | Cristina Parodi      | [ 10 ]               | 3 965 000      | 20,62%  |
| 9ª       | Natale in Vaticano                                   | 15 dicembre 2001 | 24 dicembre 2001 | Canale 5        | Cristina Parodi      | Cristina Parodi      | [ 12 ]               | 3 990 000      | 21,30%  |
| 10ª      | Natale in Vaticano                                   | 14 dicembre 2002 | 24 dicembre 2002 | Canale 5        | Cristina Parodi      | Cristina Parodi      | [ 14 ]               | –              | –       |
| 11ª      | Natale in Vaticano                                   | 13 dicembre 2003 | 24 dicembre 2003 | Canale 5        | Cristina Parodi      | Cristina Parodi      | [ 15 ]               | 4 248 000      | 23.53%  |
| 12ª      | Natale in Vaticano                                   | 18 dicembre 2004 | 24 dicembre 2004 | Canale 5        | Cristina Parodi      | Cristina Parodi      | [ 17 ]               | 4 202 000      | 23.61%  |
| 13ª      | Natale in Vaticano                                   | 17 dicembre 2005 | 24 dicembre 2005 | Canale 5        | Gerry Scotti         | Gerry Scotti         | [ 19 ]               | 4 720 000      | 27,30%  |
| 14ª      | Concerto di Natale                                   | 16 dicembre 2006 | 24 dicembre 2006 | Rai 2           | Monica Leofreddi     | Monica Leofreddi     | [ 21 ]               | 2 014 000      | 11,26%  |
| 15ª      | Concerto di Natale                                   | 15 dicembre 2007 | 24 dicembre 2007 | Rai 2           | Mara Venier          | Mara Venier          | [ 22 ]               | 2 411 000      | 12,87%  |
| 16ª      | Concerto di Natale                                   | 13 dicembre 2008 | 24 dicembre 2008 | Rai 2           | Mara Venier          | Mara Venier          | [ 23 ]               | 2 897 000      | 12,66%  |
| 17ª      | Concerto di Natale                                   | 19 dicembre 2009 | 24 dicembre 2009 | Rai 2           | Mara Venier          | Mara Venier          | [ 24 ]               | 2 087 000      | 11,79%  |
| 18ª      | Concerto di Natale                                   | 18 dicembre 2010 | 24 dicembre 2010 | Rai 2           | Mara Venier          | Mara Venier          | [ 26 ]               | 1 501 000      | 8,01%   |
| 19ª      | Concerto di Natale                                   | 17 dicembre 2011 | 24 dicembre 2011 | Rai 2           | Lorena Bianchetti    | Lorena Bianchetti    | [ 28 ]               | 2 127 000      | 11,01%  |
| 20ª      | Concerto di Natale                                   | 15 dicembre 2012 | 24 dicembre 2012 | Rai 2           | Lorena Bianchetti    | Lorena Bianchetti    | [ 30 ]               | 2 235 000      | 10,97%  |
| 21ª      | Concerto di Natale                                   | 14 dicembre 2013 | 24 dicembre 2013 | Rai 2           | Caterina Balivo      | Savino Zaba          | [ 32 ]               | 1 438 000      | 7,33%   |
| 22ª      | Concerto di Natale                                   | 13 dicembre 2014 | 24 dicembre 2014 | Rai 2           | Max Giusti           | Max Giusti           | [ 34 ]               | 1 377 000      | 7,49%   |
| 23ª      | Concerto di Natale                                   | 12 dicembre 2015 | 18 dicembre 2015 | Canale 5        | Silvia Toffanin      | Alvin                | [ 36 ]               | 2 470 000      | 12,56%  |
| 24ª      | Concerto di Natale                                   | 17 dicembre 2016 | 24 dicembre 2016 | Canale 5        | Federica Panicucci   | Federica Panicucci   | [ 38 ]               | 1 889 000      | 11,60%  |
| 25ª      | Concerto di Natale                                   | 16 dicembre 2017 | 24 dicembre 2017 | Canale 5        | Gerry Scotti         | Don Davide Banzato   | [ 40 ]               | 2 463 000      | 14,60%  |
| 26ª      | Concerto di Natale in Vaticano                       | 15 dicembre 2018 | 24 dicembre 2018 | Canale 5        | Gerry Scotti         | Don Davide Banzato   | [ 42 ]               | 1 966 000      | 13,40%  |
| 27ª      | Concerto di Natale                                   | 14 dicembre 2019 | 24 dicembre 2019 | Canale 5        | Federica Panicucci   | Don Davide Banzato   | [ 44 ]               | 1 773 000      | 12,01%  |
| 28ª      | Concerto di Natale                                   | 12 dicembre 2020 | 24 dicembre 2020 | Canale 5        | Federica Panicucci   | Don Davide Banzato   | [ 46 ]               | 2 184 000      | 11,30%  |
| 29ª      | Concerto di Natale                                   | 18 dicembre 2021 | 24 dicembre 2021 | Canale 5        | Federica Panicucci   | Non presente         | [ 48 ]               | 2 168 000      | 14,70%  |
| 30ª      | Concerto per la Pace - 30 anni di Natale in Vaticano | 17 dicembre 2022 | 1º gennaio 2023  | Canale 5        | Federica Panicucci   | Non presente         | [ 50 ]               | 1 867 000      | 12,30%  |
| 31ª      | Concerto di Natale in Vaticano                       | 16 dicembre 2023 | 25 dicembre 2023 | Canale 5        | Federica Panicucci   | Non presente         | [ 52 ]               | 1 651 000      | 12,80%  |
| 32ª      | Concerto di Natale                                   | 14 dicembre 2024 | 25 dicembre 2024 | Canale 5        | Federica Panicucci   | Non presente         | [ 54 ]               | 1 572 000      | 12,70%  |

### Trasmissione in radio e nel mondo
Il concerto viene trasmesso anche alla radio, dal 1997 al 2019 su RTL 102.5, nel 2020 su Radio Monte Carlo e nel 2021 e nel 2023 su R101. 
Il Concerto ha avuto sin dagli esordi una visibilità televisiva internazionale ed è stato trasmesso da numerose emittenti in tutto il mondo come:
- TVN - Polonia
- Cyprus Broadcasting – Cipro
- Tara TV – Irlanda
- KBC – Kenya
- LBC – Libano
- Mauritius Broadcasting – Mauritius
- PT – Indosar Visual Mandiri - Indonesia
- Foxtel – Australia
- Phoenix Satellite TV – Hong Kong
- OMNI Television - Canada
- TV2 Norway – Norvegia
- TVE Television Española – Spagna
- Via Film LTD (UK) – Gran Bretagna
- Carlo Insert Ltd – Sri Lanka
- ESB Educational – Corea del Sud
- VRT – Belgio
- Eurokim – Bulgaria, Repubblica Ceca, Romania, Croazia
- Slovenska Televizna – Slovenia
- RLT – Lituania

## Spin-off

### Natale in Vaticano Story
Nel 2006, dopo il passaggio del concerto sulle reti Rai, Roberta Capua conduce su Canale 5 uno speciale dal titolo Natale in Vaticano Story, nel quale ripercorre la storia della manifestazione mostrando alcune delle più belle esibizioni canore. Lo speciale realizzato a Piazza San Pietro viene trasmesso il 25 dicembre all'ora di pranzo.

### Christmas Contest
Dal 2021 la Prime Time Promotions realizza il Christmas Contest, un concorso nato per arricchire il repertorio di canzoni natalizie attraverso la creatività dei giovani, invitandoli a produrre brani inediti ispirati al Natale e ai suoi valori: vita, amore, pace, luce. Il concorso prevede 3 categorie: testo, musica e interpretazione. Ai 3 vincitori viene data la possibilità di esibirsi durante il Concerto di Natale.
| Edizione | Realizzazione     | Messa in onda Tv | Location                    | Rete televisiva | Conduzione       | Conduzione       | Giuria          | Giuria          | Giuria              | Giuria          | Giuria          | Giuria              | Vincitori                                             | Vincitori                                            | Vincitori                                                    |
| Edizione | Realizzazione     | Messa in onda Tv | Location                    | Rete televisiva | Conduzione       | Conduzione       | Giuria          | Giuria          | Giuria              | Giuria          | Giuria          | Giuria              | Testo                                                 | Musica                                               | Interpretazione                                              |
| -------- | ----------------- | ---------------- | --------------------------- | --------------- | ---------------- | ---------------- | --------------- | --------------- | ------------------- | --------------- | --------------- | ------------------- | ----------------------------------------------------- | ---------------------------------------------------- | ------------------------------------------------------------ |
| 1ª       | 6 dicembre 2021   | 22 dicembre 2021 | Forum Studios di Roma       | Tv2000          | Giulia Sol       | Giulia Sol       | Adriano Pennino | Dario Salvatori | Silvia Notargiacomo | Roberto Cenci   | Barbara Mosconi | non presente        | Matteo Faustini con il brano Per Donare               | Valentina Tioli con il brano Se tu sei con me        | I Fake con il brano I miei regali                            |
| 2ª       | ottobre 2022      |                  | Forum Studios di Roma       |                 | Giò Di Tonno     | Giò Di Tonno     | Adriano Pennino | Dario Salvatori | Silvia Notargiacomo | Roberto Cenci   | Gianni Ruggio   | non presente        | Veronica Kirchmajer con il brano I Guerrieri del Mare | Felicity Lucchesi con il brano Christmas Come        | Eliana Tumminelli (NaElia) con il brano Ipotizziamo Io e Te. |
| 3ª       | 30 settembre 2023 | 3 dicembre 2023  | Teatro Titano di San Marino | San Marino RTV  | Giulia Sol       | Giò Di Tonno     | Adriano Pennino | Dario Salvatori | Silvia Notargiacomo | Roberto Cenci   | Paolo Rondelli  | Giorgiana Cristalli | Antoine Ruiz con il brano Quel che mi aspetterà       | Francesco Tiberi con il brano Orologi fermi          | Noemi Cainero con il brano L'universo dei diversi            |
| 4ª       | 22 settembre 2024 | 6 dicembre 2024  | Forum Theatre di Roma       | San Marino RTV  | Arianna Ciampoli | Arianna Ciampoli | Adriano Pennino | Dario Salvatori | Silvia Notargiacomo | Nicola Tomasoni | Paolo Rondelli  | non presente        | Masala Foresta con il brano Due mani                  | settembre 2023Brigth Trio con il brano Be as you are | Eva Maria Nicolescu con il brano Him                         |

## Curiosità
- Le prime due edizioni in onda nel 1993 e 1994 vennero trasmesse in fascia preserale. Dal terzo anno l'evento passò stabilmente in prima serata.

- Lo spettacolo è stato solitamente trasmesso la sera della vigilia di Natale, fatta eccezione per le edizioni del 1993 (trasmessa il 23 dicembre), l'edizione del 1995 (trasmessa il 15 dicembre), quella del 2015 (andata in onda il 18 dicembre), quella del 2022 (poi trasmessa il 1º gennaio 2023). Dal 2023 viene trasmesso il 25 dicembre.

- Le edizioni del 1993 e 1995 sono le uniche ad essere andate in onda in diretta. Tutte le altre vengono solitamente registrate a metà dicembre.

- L'edizione del 1995 doveva essere presentata da Claudia Mori, ma venne sostituita all'ultimo momento da Eleonora Brigliadori.

- Nel 2020 a causa della pandemia da COVID-19 lo spettacolo viene realizzato per la prima volta senza la presenza del pubblico in sala.

- L'evento Concerto per la Pace - 30 anni di Natale in Vaticano, essendo stato trasmesso la notte di Capodanno il 1º gennaio 2023, ma registrato il 17 dicembre 2022 (prima della morte del papa emerito Benedetto XVI) viene preceduto da un monologo di Federica Panicucci che ricorda la sua scomparsa.[57]